# Robert Förster
Robert Förster (født  27. januar 1978 i  Markkleeberg, Sachsen) er en tysk tidligere professionel cykelrytter.
Han blev professionel i 2001. 
Han har bl.a. vundet tre etaper i Giro d'Italia (én etape i 2006 og to etaper i 2007) og en etape i Vuelta a España.